# Vigevanasco
Il Vigevanasco o Contado di Vigevano (Vigevanasch in dialetto vigevanasco) era una provincia del Ducato di Milano con capoluogo la città di Vigevano. Per oltre due secoli radunò un'importante fetta della Lomellina.

## Storia
Fu costituito nel 1532 su impulso di Francesco II Sforza, ultimo Duca di Milano ed esponente di una dinastia profondamente legata alla città, il quale ne aveva fatto richiesta a Papa Clemente VII. Già nel 1530, secondo le medesime modalità, il capoluogo lomellino aveva ottenuto la sede vescovile. Formato da alcuni comuni della Lomellina settentrionale, staccati dal Principato di Pavia, il Vigevanasco radunava alcuni dei centri più importanti del territorio in due blocchi tra loro separati: a est il capoluogo Vigevano con i vicini comuni di Cassolnovo, Gravellona Lomellina, Cilavegna e Gambolò; a ovest la cittadina di Robbio con i comuni di Palestro, Confienza, Nicorvo e Vinzaglio.
L’annuncio di questa concessione venne dato al consiglio generale di Vigevano nella seduta del 6 giugno 1531. La formazione effettiva del contado nel 1532 si ebbe accorpando territori già appartenenti alla giurisdizione di Novara (Gravellona, Cassolvecchio, Cassolnuovo e Villanova) e alla giurisdizione di Pavia (Gambolò, Cilavegna, Nicorvo, Palestro, Vinzaglio, Confienza, Robbio e Torrione): queste terre continueranno a pagare i dazi alle città di origine (Colombo 1916). Ma queste terre erano per la maggior parte infeudate, e quindi economicamente già sfruttate dai rispettivi signori che riscuotevano i dazi. Cominciarono da allora lunghissime liti proprio tra questi ultimi e l’amministrazione del contado. La situazione era resa ancor più problematica dalla disposizione di queste terre, a volte inframmezzate da altre appartenenti alla Lomellina, cosicché un contadino per recarsi a vendere le proprie mercanzie doveva pagare un cospicuo numero di dogane (Cardinali 1976).
Nel decennio 1560-1570 non vi sono testimonianze di cogregazioni provinciali o sindaci generali eletti dalle comunità rurali; si può parlare, in questo periodo, di una prima forma organizzativa fra gruppi di comunità, diretta soprattutto a tutelare interessi comuni presso il governo centrale. Una struttura definitiva esiste, invece, nel 1590 periodo nel quale agiscono, nel contado, diversi funzionari: un procuratore, un sindaco generale, alcuni deputati e un commissario della “scossa” ma, soprattutto una congregazione provinciale che evidenzia come il contado vigevanese stia diventando una realtà autonoma anche amministrativamente (Occhielli 1916).
Il contado, per fissare il carico tributario normale e straordinario, impone che i consoli, dei rispettivi paesi, facessero, verso il 1590, l’elenco completo degli estimati con le cifre relative in ducati del proprio estimo (Gardinali 1976).
In un avviso del 10 ottobre del 1639 ai signori consoli delle terre interessate, si stabilisce che possa avvenire libera contrattazione e comunicazione di tali terre, tra esse e la loro città, senza che si paghi alcun dazio, perché in avvenire si considerino tutte terre vigevanasche e non pavesi o novaresi come lo erano in passato. Pertanto, Gambolò, Gravellona, Cillavegna, Cassolnovo, Cassolvecchio, Villanova si considerino terre del Vigevanasco e così Nicorvo, Robbio, Confienza, Palestro e Vinzaglio.
Nel frattempo prima che avvenga l’effettivo passaggio dal territorio novarese a quello lomellino si istituiranno due ufficiali o postari con due libri, uno a Cillavegna e l’altro a Robbio o Nicorvo in modo che il pagamento (parpajola) di soldi due e denari sei di Milano (per qualunque conducente e per qualsiasi mercanzia che dalle dette cinque terre volesse andare alle altre sei del contado) venga fatto dai postari suddetti, ma il pagamento viene effettuato solo all’andata e non al ritorno se la bolletta è rilasciata da uno e data all’altro. Tale bolletta deve essere consegnata entro un mese, o 15 giorni dal “non impediatur” (ASTo, Carte Vigevano).
Il Trattato di Torino del 1703, oltre a stabilire la cessione imperiale del Monferrato, Alessandrino, Lomellina, Val Sesia e Valenzano, “cum omnibus terris infra Padum et Tanarum sitis”, aveva un articolo segreto in cui a Vittorio Amedeo II di Savoia era promessa anche “Provincia seu ditio Vigevanum vulgo Vigevinasco dicta”, con la clausola che qualora detta promessa, per eventuali difficoltà non potesse essere mantenuta, il Vigevanasco sarebbe stato commutato con altri luoghi dello Stato di Milano. Nel 1707, alla corte di Vienna, di questo patto segreto non si voleva saperne, quindi Vittorio Amedeo insisteva, presso il cugino Eugenio affinché si risolvesse la questione prima che il Vigevanasco prestasse giuramento a Carlo II.
Il Vigevanasco, tuttavia, giurò.
Nel 1743 fu ceduto definitivamente ai Savoia in seguito al Trattato di Worms, divenendo una provincia piemontese; nel 1818 fu aggregato alla Provincia di Lomellina e con essa nel 1859 entrò a far parte della provincia di Pavia.
Nel 1744 si legge di un ricorso da parte del contado di Vigevano in cui si domanda che nell’amministrazione della giustizia si osservassero le stesse leggi, costituzioni, statuti, ordini e consuetudini che si osservavano prima che passasse sotto il dominio di sua maestà (ASTo, Inventario nº45)